# Lycksökerskorna (TV-serie)
Lycksökerskorna (engelska: The Buccaneers) är en brittisk dramaserie från 1995, baserad på Edith Whartons bok med samma namn. 

## Handling
Serien utspelar sig kring 1870-talet, och handlar om fyra unga kvinnor från nyrika amerikanska familjer som reser till England för att söka lyckan. 
För kvinnor vid den här tiden betydde det att gifta sig rikt och gärna med en adelsman. Men även om fina titlar innebär hög status, så garanterar det inte att familjeförmögenheten finns kvar. 
Ett högt spel inleds med rikedom, kärlek och ära i potten. Men riskerna är därmed också höga och det gäller att kunna skilja en bedragare från en äkta gentleman. Annars finns risken för social utfrysning, olycka och ekonomisk katastrof. Spelet kan börja.

## Rollista i urval
- Nan St. George - Carla Gugino
- Virginia St. George - Alison Elliott
- Conchita Closson - Mira Sorvino
- Lizzy Elmsworth - Rya Kihlstedt
- Lord Seadown - Mark Tandy
- Lord Brightlingsea - Dinsdale Landen
- Laura Testvalley - Cherie Lunghi
- Guy Thwaite - Greg Wise
- Jackie March - Connie Booth
- Idina Hatton - Jenny Agutter
- Lady Brightlingsea - Rosemary Leach
- Lord Richard Marabel - Ronan Vibert
- Sir Helmsley Thwaite - Michael Kitchen
- Conchitas mamma - Elizabeth Ashley
- Julius Folyat - James Frain
- Änkehertiginnan - Sheila Hancock

## DVD
Serien finns utgiven på DVD i Sverige.